# ТЕС Порто-Ітакі
2°35′16″ пд. ш. 44°20′18″ зх. д. / 2.58778° пд. ш. 44.33833° зх. д.
ТЕС Порто-Ітакі — теплоелектростанція на північному сході Бразилії у штаті Мараньян. Первісно була відома як ТЕС Termomaranhão.
В 2013 році на майданчику станції став до ладу один конденсаційний енергоблок, який обладнали котлом Doosan-Babcock та паровою турбіною  і генератором Siemens. Останні виготовили у Китаї та доправили по морю в порт Ітакі.
Як паливо ТЕС використовує кам'яне вугілля, котре подається із зазначеного тільки що порту за допомогою конвейєра.
Для видалення продуктів згоряння спорудили димар заввишки 110 метрів, розміщений на даху котельні, яка сама має висоту 70 метрів.
Для охолодження використовують морську воду.
Видача продукції відбувається по ЛЕП, розрахованій на роботу під напругою 230 кВ.